# Саличе (Месина)
Саличе је насеље у Италији у округу Месина, региону Сицилија.
Према процени из 2011. у насељу је живело 961 становника. Насеље се налази на надморској висини од 240 м.